# Hombruch
Hombruch ist der Statistische Bezirk 65 und zugleich ein Stadtteil im gleichnamigen Stadtbezirk im Süden der kreisfreien Großstadt Dortmund.

## Geschichte
Hombruch wurde erstmals in einer Urkunde des Grafen Dietrich von der Mark im Jahre 1395 als „dat Hombroick“ (Mittelniederdeutsch „der hohe Bruch“, der Bruchwald) erwähnt (1450: „to dem Hombrocke“). In diesem Jahr verpfändete er für 40 Kölnische Mark das Gut Hombruchshof. Hier befindet sich das heutige Restaurant „Lennhof“, welches nach dem 1402 erwähnten Pfandnehmer, dem Amtsrichter Dietrich Lenhoff, benannt wurde.
Auf dem Ortsgebiet von Hombruch war ein ausgedehntes sumpfiges Waldgebiet mit einigen Höfen und Mühlen. Besitzer der Mühlen sowie des Waldgebietes war der preußische Staat. Am 12. November 1827 wurde der Wald öffentlich versteigert. Ein Großteil des Waldes ging an den Industriellen Friedrich Harkort sowie an den Bergbaubaron und Gutsbesitzer Freiherrn von Romberg. Harkort eröffnete hier 1834 die „Harkorter Eisenhütte“, die jedoch bereits 1838 in Konkurs ging.
Seit 1845 gehörte der heutige Dortmunder Stadtbezirk Hombruch zum Amt Hörde, seit 1874 zum Amt Barop des Landkreises Dortmund und seit 1887 zum Amt Barop im Landkreis Hörde. Nach Teilung des Amtes Barop 1888 gehörte der heutige Ortskern von Hombruch zum Amt Kirchhörde. 1929 fielen beide Teile an die Stadt Dortmund.

### Früher Bergbau
Im Domänenwald Hombruch wurde schon früh in oberflächennahen Stollenzechen Kohlebergbau betrieben, so z. B. durch die Stollen Clausthal seit 1730 und Louise am Rüpingsbach seit 1752. 1809 wurde – wohl zum ersten Mal im Ruhrgebiet – im heutigen Ortsteil Eichlinghofen nördlich der Chaussee nach Witten (heute Stockumer Straße) die wasserführende Mergelschicht durch einen 20 Meter tiefen, von Hand abgeteuften Schacht durchstoßen. Ab 1844 wurden die ersten Tiefbauzechen abgeteuft, so zuerst die Zeche Louise Tiefbau mit dem 88 Meter tiefen Schacht Clausthal, 1848 die Zeche Glückauf-Tiefbau mit dem 234 Meter tiefen Schacht Gotthelf – damals dem zweittiefsten an der Ruhr – und 1855 der erste Schacht der späteren Zeche Vereinigte Wittwe & Barop im heutigen Stadtteil Barop.
Die Familie von Romberg hatte im heute zu Hombruch gehörenden östlich angrenzenden Stadtteil Brünninghausen bereits seit 1616 Steinkohle gefördert. Auch im Süden des heutigen Stadtbezirks, in den Ortsteilen Kruckel und Löttringhausen, sowie im Westen, in Menglinghausen und Eichlinghofen, setzte im 18. Jahrhundert der Bergbau ein. Viele Kleinzechen wurden seit den 1860er Jahren wegen geringer abbauwürdiger Vorräte und fehlendem Bahnanschluss geschlossen.

### Industrialisierung
Nach dem 1848 erfolgten Anschluss an die Strecke Dortmund-Witten-Hagen der Bergisch-Märkischen Eisenbahn-Gesellschaft, die dem Abtransport der Kohle diente (1866 gingen von der Station Barop 4,86 Millionen Zentner Güter ab), wurden Industriebetriebe angesiedelt, so die Roheisenveredelung mit angeschlossener Stahlschmiede und Walzwerk von Wilhelm Hammacher sen. Puddel- und Stahlwerk,  die von Warstein hierher verlegt wurde. 1869 produzierten hier 270 Mann 7200 Tonnen Walzblech. Die von Warstein mitgezogene Belegschaft bildete den Ausgangspunkt für die katholische Gemeinde Hombruchs. Die Clemenskirche wurde 1871 erbaut, das Marienhospital 1873. In den 1870er und 1880er Jahren entstanden Kokereien. Vor allem Louise Tiefbau wurde dank guter Fettkohle zu einem wichtigen Kokserzeuger. 1898 wurde die Hörder Kreisbahn eröffnet und Hombruch an den öffentlichen Verkehr der Stadt Hörde angebunden. 1872 wurde die Baroper Maschinenbau AG gegründet, die Dampfmaschinen und Dampfhämmer baute. Wegen der Gründerkrise wurde das Stahlwerk 1881 stillgelegt; die Belegschaft wanderte zum Teil wieder ab bzw. wurde behördlicherseits nach Warstein zurückgeführt, um die Dortmunder Armenkasse zu entlasten. (Bis 1867 wurden Arbeitslose und Arme soweit möglich an ihren Geburtsort zurückgeführt; das sog. Heimatrecht, das für die Gewährung von Armenunterstützung ausschlaggebend war, wurde durch Wegzug nicht aufgehoben.)
1884 wurde das Werk von Hermann Kehl erneut als reines Walzwerk in Betrieb genommen. 1905 wurden dazu Siemens-Martin-Öfen in Betrieb genommen, um den Stahl wieder selbst erzeugen zu können. Das Werk reichte von der damaligen Bahnhof- (heute Harkort-)straße, wo trotz der Proteste der Bevölkerung die Ofenhalle errichtet wurde, bis zur 1910 aufgegebenen Zeche Louise Tiefbau, deren Gelände 1913 vom Walzwerk übernommen wurde.
1893 lebten im heutigen Stadtbezirk Hombruch 3547 Bergleute. Seit 1896 entstanden in Hombruch preiswerte Genossenschaftshäuser.

### 20. Jahrhundert
Kurz vor dem Ersten Weltkrieg war der Höhepunkt der Kohleproduktion erreicht. wurden die Zechen im Süden Hombruchs mit einer 5 Kilometer langen Seilbahn an das Werk der Union, AG für Bergbau, Eisen- und Stahl-Industrie in der Rheinischen Straße angeschlossen, um Koks dorthin zu transportieren. Im Krieg wurde die Koksproduktion für die Stahlindustrie mit Hilfe von Kriegsgefangenen noch einmal intensiviert.
Von Januar 1923 bis Oktober 1924 wurde das Ruhrgebiet von französischen Truppen besetzt. Hierbei beschlagnahmten die Besatzer auch Gaststätten und Schulen in Hombruch. Nach Ende dieser Zeit erholte sich die Wirtschaft nur langsam. Allerdings wurde auch das Ende einer Ära eingeleitet. Nach 1920 verlagerte sich der Bergbau in Richtung Norden und die Zechen und Kokereien wurden stillgelegt. Die letzten Zechen stellten 1924/25 ihren Betrieb ein:
- 16. August 1924 – Zeche Vereinigte Wiendahlsbank in Kruckel
- 1. September 1925 – Zeche Glückauf-Tiefbau und Zeche Kaiser Friedrich

An die Zeche Glückauf Tiefbau erinnert heute noch eine über 40 Meter hohe Bergehalde an der Gotthelfstraße, eine der wenige Spitzkegelhalden im Ruhrgebiet, allerdings mit gekappten Hauptspitzen.
1928 stellt auch die Baroper Maschinenbau AG den Betrieb ein. Die Kokerei der Zeche Glückauf-Tiefbau wurde 1930 geschlossen. Die Schachtanlagen der stillgelegten Zechen wurden 1933/34 durch den Reichsarbeitsdienst abgebrochen. Das Walzwerk wurde in den 1920er Jahren vom Stinnes-Konzern und 1938 von  der Hoesch AG übernommen. 1957/58 wurde die Produktion von Walzprodukten auf geschweißte Spiralrohre umgestellt. 1989 wurde dieses Hoesch-Röhrenwerk am Bahnhof Barop geschlossen. Hombruch ist seitdem ein nahezu industriefreier Ort.
1944 wurde Hombruch von Bombenangriffen betroffen. Beschädigt wurden beide Kirchen und das Marienhospital. Mit der Gemeindereform wurde 1975 der Stadtbezirk Hombruch errichtet.

## Statistik
Am 31. Dezember 2024 lebten 11.845 Einwohner in Hombruch.
Strukturdaten der Bevölkerung Hombruchs:
- Bevölkerungsanteil der unter 18-Jährigen: 13,3 % [Dortmunder Durchschnitt: 16,2 % (2018)][9]
- Bevölkerungsanteil der mindestens 65-Jährigen: 23,8 % [Dortmunder Durchschnitt: 20,2 % (2018)][10]
- Ausländeranteil: 13,6 % [Dortmunder Durchschnitt: 22,3 % (2024)][11]
- Arbeitslosenquote: 9,7 % [Dortmunder Durchschnitt: 11,0 % (2017)][12]

Das Durchschnittseinkommen liegt ca. 15 % unter dem Dortmunder Durchschnitt.

### Bevölkerungsentwicklung
| Jahr | Einw.  |
| ---- | ------ |
| 1987 | 12.624 |
| 2003 | 11.927 |
| 2008 | 11.809 |
| 2013 | 11.825 |
| 2016 | 11.773 |
| 2019 | 11.782 |
| 2020 | 11.822 |
| 2022 | 11.824 |
| 2023 | 11.875 |
| 2024 | 11.845 |

## Wirtschaft und Tourismus
In der Hombrucher Fußgängerzone findet mittwochs und samstags ein Wochenmarkt statt. Weitere Anziehungspunkte sind die beiden Kirchen und der Skateplatz. Weitere Sportstätten mit einem größeren Einzugsgebiet in Dortmund ein Bikepark für Mountainbikes und das Naturfreibad Froschloch.